# 티센크루프
티센크루프(독일어: ThyssenKrupp AG [ˈtɪsɛn.krʊp][*])는 1999년 티센과 크루프가 합병하며 생겨난 유럽 최대의 철강 회사이다. 본사는 독일 에센에 소재하고 있다.
주력 사업은 철강, 자본재, 서비스의 세 부문으로 구분된다. 철강 부문으로는 주로 탄소강과 스테인리스강을 생산하고 자본재 부문으로는 자동차 부품과 같은 기계류를 생산하며 서비스 분야의 경우 주문생산 원자재, 환경 서비스, 엔지니어링 등으로 구성된다.

## 역사
티센크루프의 모체는 티센과 크루프이다. 크루프는 400여 년간 군수품 제조로 유명했던 크루프 가문이 19세기 세운 기업으로, 철강 및 중공업 분야에서 크게 성공한 세계 최대의 공업 기업이었다. 티센 사는 1891년에 아우구스트 티센이 창설한 회사로 제1차 세계 대전 때 연합철강을 구성하여 독일 철강의 50% 이상의 점유율을 차지했고, 2차 세계 대전 이후 전범으로 재산을 몰수당했으나 이후 재통합이 이루어졌다.
2005년에는 독일 키엘(Kiel)에 소재한 선박제조업체 HDW(Howaldtswerke-Deutsche Werft)를 인수하였고, 2008년 아폴로 철강(Apollo Metals)과 항공 철강(Aviation Metals)을 인수하여 항공기와 방위산업 분야로 사업 분야를 확장했다.
다만 2020년 이후 행동주의 사모펀드에 위협을 받아 엘리베이터 사업부는 티케이엘리베이터로 분사, 매각되었다.

## 같이 보기
- 티케이엘리베이터
- 한화오션
- 현대제철
- 일본제철
- 포스코